# Pylaisia latifolia
Pylaisia latifolia är en bladmossart som beskrevs av Hugh Neville Dixon 1934. Pylaisia latifolia ingår i släktet aspmossor, och familjen Hypnaceae. Inga underarter finns listade i Catalogue of Life.